# Jean-Michel Frodon
Jean-Michel Frodon (Paris, 20 de setembro de 1953) é um jornalista e crítico de cinema francês.